# Flirt Mabel
Flirt Mabel (ang. Her Friend the Bandit) − amerykański film niemy z 1914 roku, w reżyserii Charliego Chaplina. Film nie zachował się do dziś. 

## Główne role
- Charlie Chaplin – bandyta
- Mabel Normand – Mabel
- Charles Murray – hrabia De Beans